# Emanuele Pesaresi
Emanuele Pesaresi (Ancona, 1º dicembre 1976) è un allenatore di calcio ed ex calciatore italiano, di ruolo difensore.

## Carriera

### Club

#### Esordio con l'Ancona e passaggio alla Sampdoria
Esordì come professionista in Serie B con l'Ancona nella stagione 1994-1995. In quella successiva passò alla Sampdoria, debuttando in Serie A il 22 ottobre 1995 nella partita Sampdoria-Fiorentina, terminata col risultato di 2-1; con i blucerchiati (eccezion fatta per un breve periodo in prestito al Napoli nella stagione 1998-1999) ha militato fino al 2000, anno in cui fu ceduto alla Lazio.

#### Benfica
Nella stagione 2001-2002 la società capitolina lo girò in prestito ai portoghesi del Benfica.

#### Chievo, Ternana, Torino e Pescara
Nell'agosto del 2002, nell'ambito della trattativa che portò Christian Manfredini alla Lazio, andò in comproprietà al Chievo, che nel giugno del 2003 ne rilevò interamente il cartellino. Da allora fu dato in prestito dapprima alla Ternana (nell'agosto del 2003), poi al Torino (nel gennaio del 2005) ed infine al Pescara (nell'agosto del 2005).

#### Triestina e Cremonese
Nel giugno del 2006 si trasferì a titolo definitivo alla Triestina, rimanendovi fino all'agosto del 2008, quando da svincolato si è accasato alla Cremonese. Nella stagione 2009-2010, dopo alcuni mesi senza squadra, si è avvicinato a casa disputando le ultime partite del campionato di Eccellenza Marche con il Piano San Lazzaro, squadra di Ancona.
Nella stagione 2010-2011 diventa capitano dell'U.S. Ancona 1905, nuova denominazione della squadra del Piano San Lazzaro, dopo la radiazione da ogni campionato FIGC dell'AC Ancona. Si ritira al termine della stagione seguente, comunicando la sua decisione attraverso una lettera aperta.

## Palmarès

### Club
- Supercoppa italiana: 1

Lazio: 2000
- Coppa Italia Eccellenza Marche: 1

Ancona 1905: 2010-2011
- Coppa Italia Dilettanti: 1

Ancona 1905: 2010-2011
- Eccellenza Marche: 1

Ancona 1905: 2010-2011

### Nazionale
- Giochi del Mediterraneo:1

Bari 1997